# Дмитровское шоссе
Дми́тровское шоссе́ — улица в Тимирязевском и Бескудниковском районах, районах Западное и Восточное Дегунино и Дмитровском районе Северного административного округа, районах Лианозово и Северный Северо-Восточного административного округа города Москвы. Проходит от Рижского направления МЖД до северной границы города. За чертой Москвы продолжается как автомобильная дорога федерального значения А104.

## Название
Шоссе названо в честь старинного города Дмитрова на севере Московской области, куда и ведёт. Дмитровская дорога была известна уже в XIV веке (на плане XVII века она значится как Дмитровка). В XIX веке дорога превращена в шоссе.

## Описание
Дмитровское шоссе начинается от железнодорожного моста Рижского направления Московской железной дороги вблизи платформы Дмитровская и одноимённой станции метро и проходит на север как продолжение Бутырской улицы. Сразу за этим мостом находится развязка с Дмитровским проездом и улицей Руставели, соединёнными путепроводом Руставели. К шоссе слева примыкают улицы Всеволода Вишневского, Академика Лисицына и Немчинова, Красностуденческий проезд и Верхняя аллея, справа проходит Савёловское направление МЖД.
Вблизи станций метро «Петровско-Разумовская» и одноимённых платформ Савёловского и Ленинградского направлений пути последнего шоссе пересекает по 1-му Дмитровскому путепроводу, поворачивая на северо-запад. Перед мостом слева примыкает пешеходная Лиственничная аллея, а с обеих сторон — Валаамская улица, имеющая выход на Северо-Восточную хорду (Московский скоростной диаметр). За железной дорогой под шоссе проходит улица Линии Октябрьской Железной Дороги, имеющая на него съезды.
После этого к шоссе с обеих сторон примыкают Линейный проезд и 3-й Нижнелихоборский проезд (являющийся частью Северо-Западной хорды и пересекаемый шоссе в Дмитровском тоннеле), а справа — Станционная улица и Сигнальный проезд. В районе впадения реки Жабенки в Лихоборку шоссе пересекает первую через трубу, а вторую — через Дмитровский мост; там же расположены путепроводы Малого кольца МЖД и СВХ (не имеет съездов на шоссе).
На следующем отрезке к магистрали примыкают Вернелихоборская улица, Улица Лётчика Осканова и Ильменский проезд, справа — Дубнинская улица, Бескудниковский бульвар, проектируемый проезд № 6196 и Селигерская улица. На площади Туманяна шоссе вновь поворачивает на север, слева примыкают Коровинское шоссе и Пяловская улица, сразу после этого улицу вновь пересекает Селигерская улица.
Затем справа к шоссе примыкает улица Святослава Фёдорова, оно вновь пересекается Бескудниковским бульваром, справа к нему примыкает Бескудниковский проезд, пересекают переулок и улица 800-летия Москвы. Севернее примыкают Яхромский проезд, Икшинская, Лобненская, Долгопрудная и Вагоноремонтная улицы слева и Дубнинский и Вербилковский проезды и Дубнинская улица справа.
Перед пересечением 82-го километра МКАД шоссе проходит по путепроводу «Платформа Марк» над Савёловским направлением и Лианозовским проездом и Новодачным шоссе, на которые имеются съезды. В районе Северный основной ход шоссе проходит по трём протяжённым эстакадам, от дублёров слева отходят улица Генерала Артемьева, проектируемые проезды № 6557 и 6260, Долгопрудненское шоссе, улица Академика Алиханова, улицы Заболотье и Мерянка и Долгопрудная аллея, а справа — Челобитьевское шоссе, улица Арсюкова, 9-я и 8-я Северные линии, Северный проезд и Афанасовское шоссе.

## Учреждения и организации

### От Бутырской улицы до станции метро «Петровско-Разумовская»
- Дом 2 — ЗАО «Атомстройэкспорт» (ранее располагалось ЦНИИ Управления, экономики и информации Минатома России);
- Дом 3, корпус 2 — Московская Федерация профсоюзов (МФП), окружные советы: САО;
- Дом 5А — школа № 218;
- Дом 11 — ВНИИ Зерна и продуктов его переработки;
- Дом 11А — колледж сферы услуг № 10;
- Дом 13, корпус 2 — детская стоматологическая поликлиника № 21 САО;

станция метро «Тимирязевская»

- Дом 13 корпус 3 - ГКБ им. В. В. Вересаева, женская консультация № 9 (Женская консультация при поликлинике № 164)
- Дом 17, корпус 2 — отделение связи № 434-И-127434;
- Дом 27, корпус 1 — отель «Парк Тауэр»
- Дом 25, корпус 1 — библиотека №39 «Познание»
- Дом 29, корпус 2 — детский сад № 717- преобразован в ГБОУ Школа N° 1494, ДОП-3;
- Дом 29 — дополнительный офис Сбербанка России № 7982/01244;
- Дом 37А - ГБОУ Школа N° 1494, ДОП-4 - преобразован от Детского сада N° 966
- Дом 39, корпус 1 — библиотека № 80 САО;
- Дом 43, корпус 1 — детская библиотека № 29 САО;
- Дом 43, корпус 2 — школа № 885 (с гимназическими классами) - преобразована в ГБОУ Школа N° 1494 ШОП-2;
- Дом 47, корпус 2 — общежитие N°11 РГА-МСХА

станция метро «Петровско-Разумовская»

### От станции метро «Петровско-Разумовская» доМКАД
- Дом 34, корпус 2 — Художественная школа Северного административного округа;
- Дом 46, корпус 2 — медицинское издательство «Медиа сфера»; Цниипромзданий;
- Дом 50, корпус 1 — Единый информационно-расчётный центр Северного административного округа ГУ; библиотека № 78 САО;
- Дом 59, корпус 1 — отделение связи № 238-И-127238;
- Дом 54 —  Окружной военный комиссариат Тимирязевского и Бабушкинского районов;
- Дом 65 - Тимирязевский районный суд
- Дом 66 — библиотека № 85 САО;
- Дом 79 — колледж сферы услуг № 10;
- Дом 82 — кинотеатр «Ереван» - преобразован в Единый Диспетчерский центр Московского метрополитена;
- Дом 93 — Нефрологический детский санаторий № 6;
- Дом 102 - Пожарная часть N° 13;
- Дом 103 — отделение связи № 247-И-127247;
- Дом 113, корпус 1 — Дополнительный офис Сбербанка России № 7982/0881;
- Дом 110, корпус 2 — Лианозовский радиотехнический техникум;
- Дом 110А — Политехнический колледж № 8 имени дважды Героя Советского Союза И. Ф. Павлова, Дмитровское отделение;
- Дом 110 — Научно-производственное объединение Лианозовский электромеханический завод;
- Дом 137А — школа № 1631, центр образования - преобразована в ГБОУ Школа Дмитровский;
- Дом 157 — Опытный механический завод;
- Дом 159 — Лианозовский колбасный завод.

### За МКАД
- Дом 122Б — Спецполк ДПС УГИБДД г. Москвы, 3-й батальон.
- Дом 124 — Храм Успения Пресвятой Богородицы в Архангельском-Тюрикове;
- Владение 124 а — Старо-Марковское кладбище;
- Дом 165 — Усадьба Виноградово на Долгом пруде, ныне детский туберкулёзный санаторий;
- Дом 172 — храм Владимирской иконы Божьей Матери в Виноградове на Долгом пруде.

## Реконструкция

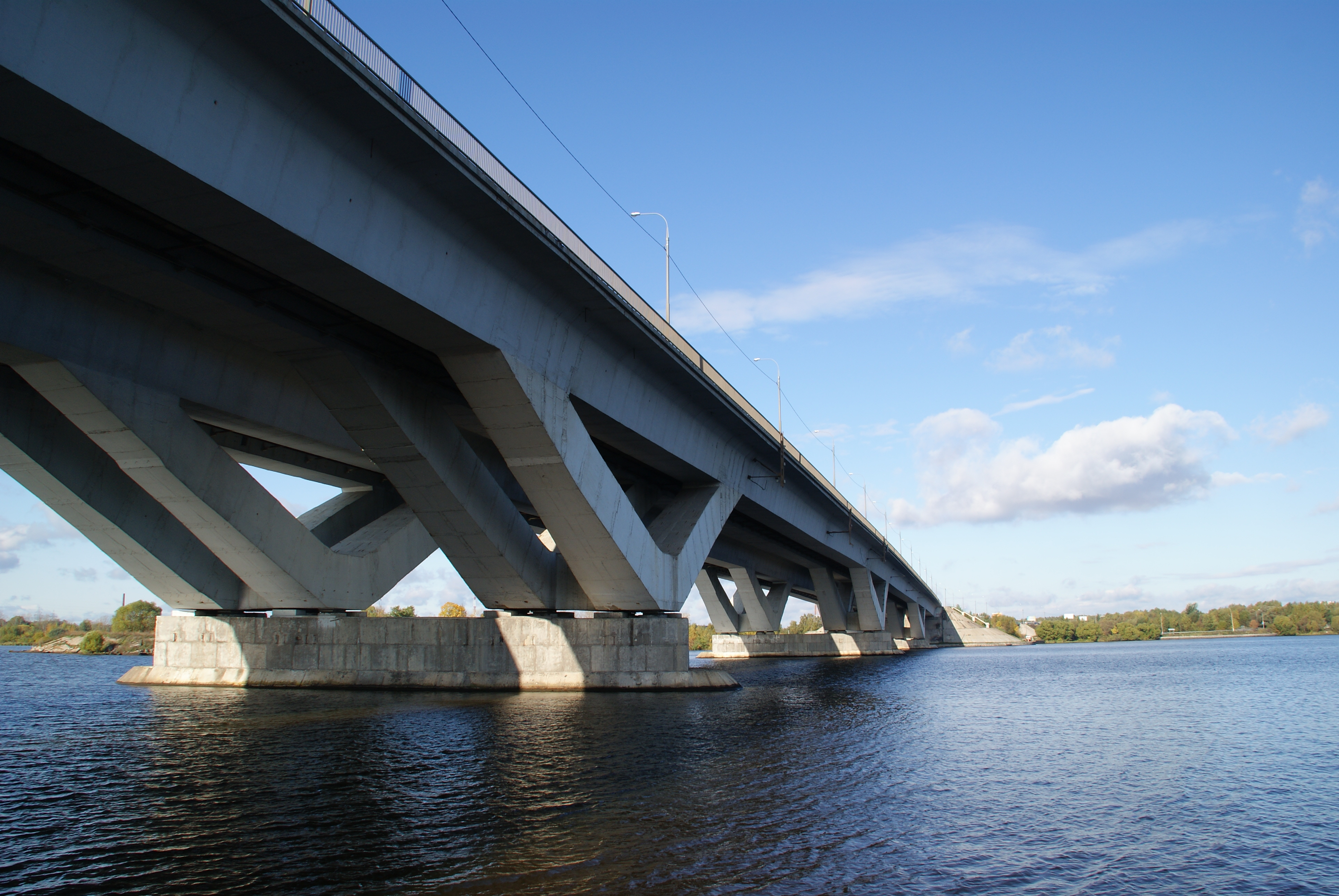
Новый мост Дмитровского шоссе в Мытищинском районе

В сентябре 2013 года в ходе реконструкции Дмитровского шоссе в рамках строительства Северо-Западной хорды в районе пересечения с 3-м Нижнелихоборским проездом открыт шестиполосный транспортный Дмитровский тоннель.
Кроме строительства тоннеля, проект предусматривает расширение 3-го Нижнелихоборского проезда до шести полос от Дмитровского шоссе в сторону Локомотивного проезда, создание пешеходного перехода над тоннелем, соединённого с тремя подземными пешеходными переходами.
5 сентября 2013 года открылась транзитная эстакада в месте пересечения с Долгопрудненским и Челобитьевским шоссе.
21 июля 2014 года открылась вторая транзитная эстакада основного хода через проезд 237.
27 октября 2014 года открылась третья транзитная эстакада в районе деревни Виноградово.
28 мая 2015 с открытием тоннеля для поворота из центра на внешнюю сторону МКАД завершена реконструкция развязки с кольцевой автодорогой.

## Общественный транспорт
Вдоль шоссе проходит участок Серпуховско-Тимирязевской линии (станции «Дмитровская» — «Тимирязевская» — «Петровско-Разумовская») и участок Люблинско-Дмитровской линии (станции «Петровско-Разумовская» — «Верхние Лихоборы» — «Селигерская» — «Яхромская» — «Лианозово» — «Физтех») метрополитена, а также Савёловское направление Московской железной дороги (Савёловский вокзал — платформа Долгопрудная).

## Происшествия
- 24 июня 1993 на пересечении Дмитровского шоссе с 3-м Нижнелихоборским проездом в результате столкновения грузовика и бензовоза произошёл пожар, охвативший стоявшие рядом автомобили, в том числе троллейбусы с пассажирами. Погибли не менее 11 человек, от 25 до 42 пострадали[9][10].